# CKEditor
CKEditor(과거 명칭: FCKeditor)는 콘텐츠를 웹 페이지나 온라인 애플리케이션에 직접 작성할 수 있게 하는 위지위그 리치 텍스트 에디터이다. 핵심 코드는 자바스크립트로 작성되어 있으며 CKSource가 개발하였다. CKEditor는 오픈 소스와 상용 라이선스로 이용할 수 있다.

## 브라우저 호환성
CKEditor 4는 구글 크롬, 모질라 파이어폭스, 사파리, 마이크로소프트 엣지, 오페라, 인터넷 익스플로러 10과 11의 최신 안정판을 포함한 대부분의 인터넷 브라우저와 완전히 호환된다. 모바일 환경에서는 사파리(iOS6 이상)와 크롬(안드로이드)와 대체적으로 호환된다.
CKEditor 5는 구글 크롬, 파이어폭스, 사파리, 오페라, 마이크로소프트 엣지와도 호환된다. 그러나 인터넷 익스플로러 11은 아직 지원하지 않는다.

## 같이 보기
- HTML 편집기 목록